# Taberna Carmencita

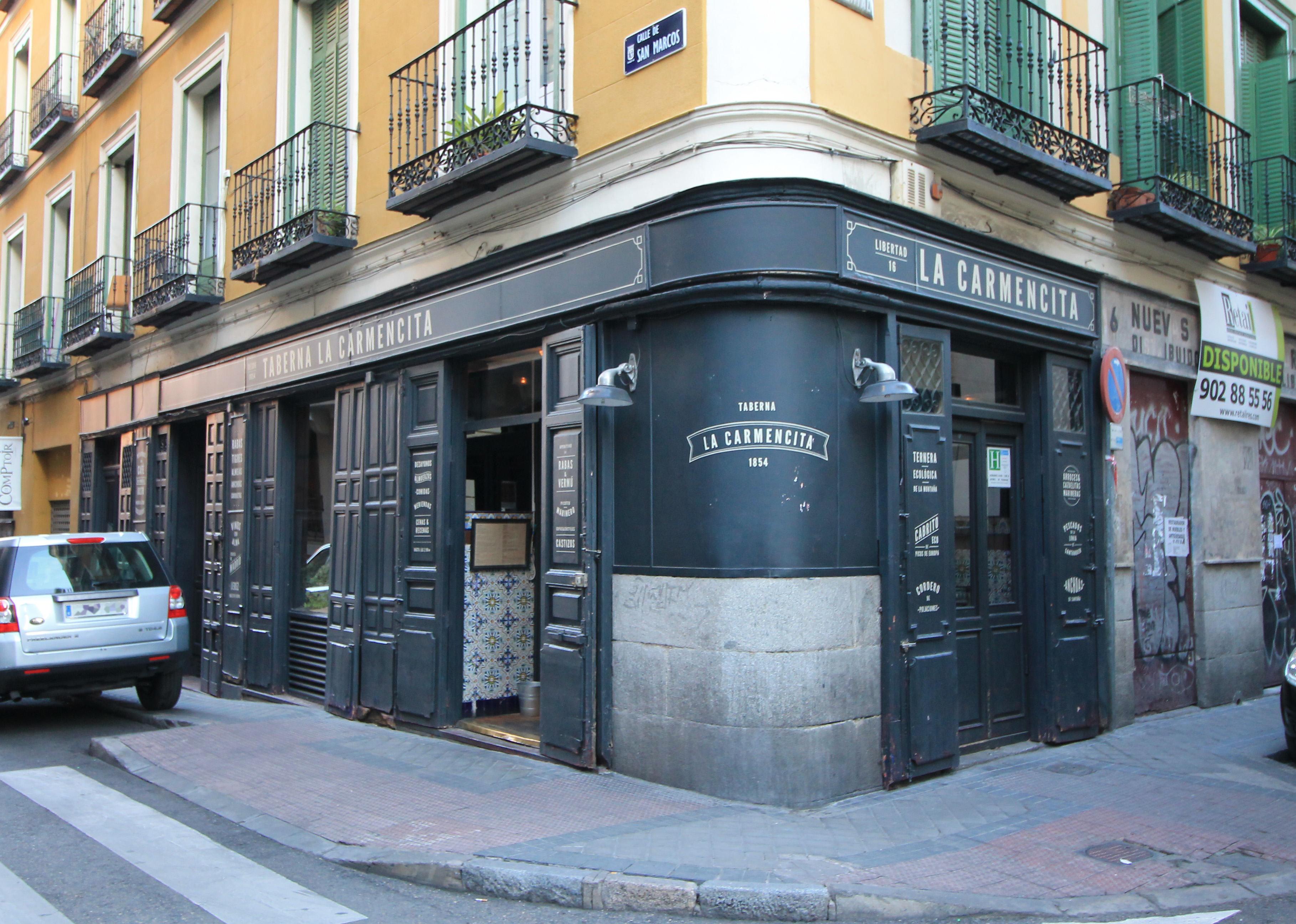
Taberna La Carmencita, en la esquina de Libertad con la calle de San Marcos (Madrid)

La Taberna Carmencita, o La Carmencita, es un restaurante fundado como casa de comidas en 1854 en la calle Libertad n.º 16, de Madrid. En sus mesas de mármol y a la luz de sus lámparas de gas escribieron y opinaron personajes como Benito Pérez Galdós, Jacinto Benavente, Miguel Mihura o Edgar Neville, entre muchos otros ilustres comensales.

## Historia
Abierta a mediados del siglo xix, en el corazón de Chueca (y considerada la segunda taberna más antigua de Madrid), la Carmencita tomó en 1925 su (actual) nombre cuando cogieron el local Carmencita López Gardoqui y su hermano Pepín, cuya familia tenían los dormitorios en lo que luego serían los aseos y un comedor privado. Entre los visitantes más pintorescos, se menciona al escultor Mariano Benlliure, al torero Bombita, al dictador Miguel Primo de Rivera, a una de las duquesas de Alba, al poeta chileno Pablo Neruda y al español Miguel Hernández. También acudían a diario las coristas del vecino Teatro Alhambra.
En la decoración del local, bastante bien conservada, puede destacarse los zócalos de azulejería. Tras unos años a cargo del cocinero vasco Patxo Lezama, degeneró luego en restaurante argentino y casa de comidas La Dominga. Cuando en la primavera de 2013 se renovó el local por el empresario Carlos Zamora, el crítico José Carlos Capel la decribía todavía como «recogido local con barra de estaño, azulejos policromados y maderas enlucidas por el tiempo ha sido uno de los enclaves más representativos de la hostelería castiza madrileña».

## Especialidades
Cabrito lechal de alta montaña, huevos fritos con morcilla y albóndigas de verdel.